# Cyprinoidei
Cyprinoidei — підряд коропоподібних (Cypriniformes) класу променепері (Actinopterygii). По суті відповідає колишній широкій родині коропових (Cyprinidae) плюс родина псилоринхових (Psilorhynchidae). Спочатку був утворений як надродина Cyprinoidea.

## Класифікація
Підряд включає 12 родин:
- Родина Педоципрові (Paedocyprididae)
- Родина Псилоринхові (Psilorhynchidae)
- Родина Коропові (Cyprinidae)
- Родина Сундаданієві (Sundadanionidae)
- Родина Данієві (Danionidae)
- Родина Лептобарбові (Leptobarbidae)
- Родина Ксеноципрові (Xenocyprididae)
- Родина Линові (Tincidae)
- Родина Ахейлогнатові (Acheilognathidae)
- Родина Пічкурові (Gobionidae)
- Родина Таніхтові (Tanichthyidae)
- Родина Ялецеві (Leuciscidae)